# Prosimulium longirostrum
Prosimulium longirostrum är en tvåvingeart som beskrevs av Currie, Adler och Wood 2004. Prosimulium longirostrum ingår i släktet Prosimulium och familjen knott.
Artens utbredningsområde är Oregon. Inga underarter finns listade i Catalogue of Life.